# 扎加里塞
扎加里塞（義大利語：Zagarise），是意大利卡坦扎罗省的一个市镇。总面积48平方公里，人口1761人，人口密度36.7人/平方公里（2009年）。ISTAT代码为079157。